# Gorla Maggiore

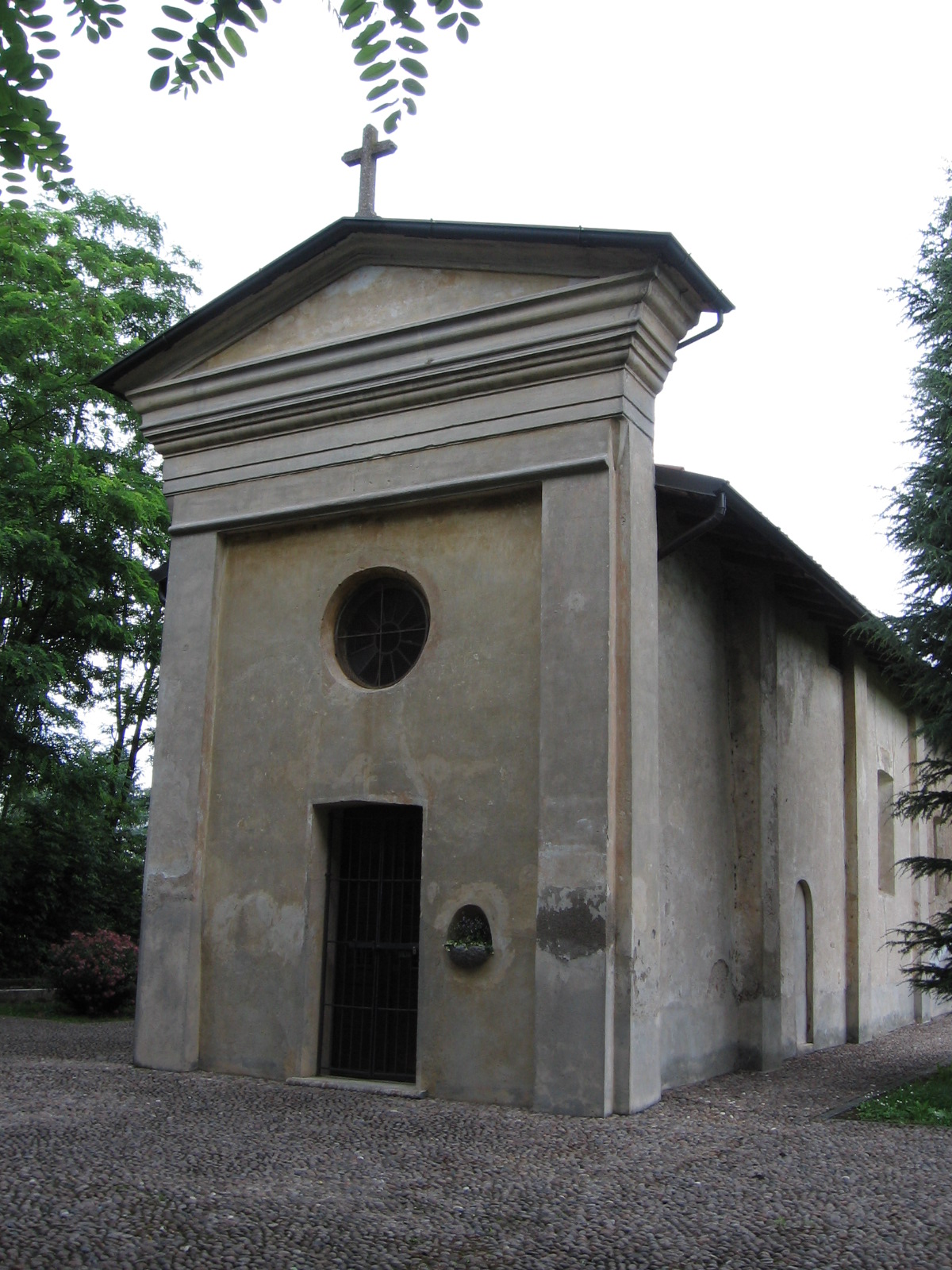
San Vitale

Gorla Maggiore is een gemeente in de Italiaanse provincie Varese (regio Lombardije) en telt 5001 inwoners (31-12-2004). De oppervlakte bedraagt 5,3 km², de bevolkingsdichtheid is 967 inwoners per km².

## Demografie
Gorla Maggiore telt ongeveer 1936 huishoudens. Het aantal inwoners steeg in de periode 1991-2001 met 5,2% volgens cijfers uit de tienjaarlijkse volkstellingen van ISTAT.
| Jaar | Inwoneraantal |
| ---- | ------------- |
| 1991 | 4598          |
| 2001 | 4836          |

## Geografie
De gemeente ligt op ongeveer 254 m boven zeeniveau.
Gorla Maggiore grenst aan de volgende gemeenten: Carbonate (CO), Fagnano Olona, Gorla Minore, Locate Varesino (CO), Mozzate (CO), Solbiate Olona.